# 筑豐中間站
筑豐中間站（日语：／ Chikuhō-Nakama eki */?）是位於福岡縣中間市東中間一丁目，筑豐電氣鐵道筑豐電氣鐵道線車站。車站編號為CK13。
在車站啟用初期，車站旁邊設有工事用車輛車廠。

## 歷史
- 1956年（昭和31年）3月21日 - 貞元至此站之間開通，此站啟用。
- 1958年（昭和33年）4月29日 - 此站至木屋瀨之間開通。

## 車站構造
車站是一座建設路堤上的高架車站，設有2面2線的相對式月台。此站是無人車站。此站設有定期票售票處。
車站靠近直方一方設有折返專用轉轍器，日間來自黑崎的列車半數會在此站折返。黑崎站前方向月台中，當電車接近時會播放音樂。該音樂與土佐電交通的音樂一樣。

### 月台
| 月台 | 路線        | 方向                 | 備註 |
| ---- | ----------- | -------------------- | ---- |
| 1    | ■筑豐電鐵線 | 楠橋、筑豐直方方向   |      |
| 2    | ■筑豐電鐵線 | 永犬丸、黑崎站前方向 |      |

※實際上沒有月台編號，上述的編號只用作列車運輸指令上使用。

## 使用狀況
在2019年度，1日平均上下車人次為874人。以下為近年1日平均乘車人次列表。
| 年度               | 1日平均 上下車人次 |
| ------------------ | ------------------ |
| 2008年（平成20年） | 1,278              |
| 2009年（平成21年） | 1,186              |
| 2010年（平成22年） | 986                |
| 2011年（平成23年） | 1,023              |
| 2012年（平成24年） | 1,023              |
| 2013年（平成25年） | 999                |
| 2014年（平成26年） | 947                |
| 2015年（平成27年） | 928                |
| 2016年（平成28年） | 929                |
| 2017年（平成29年） | 912                |
| 2018年（平成30年） | 875                |
| 2019年（令和元年） | 874                |

## 車站周邊
- Leganet（日语：にしてつストア）中間店（站前）
- 中間市立中間東小學（步行1分鐘）
- 中間市政廳（步行13分鐘）
- 惣社宮（步行6分鐘）
- 菖蒲園「清風莊」（步行5分鐘）
- 堀川（日语：堀川 (北九州市)）之中間唐戶（步行9分鐘）
- 新手站蹟

## 巴士路線
- 西鐵巴士（日语：西鉄バス）（西鐵巴士北九州（日语：西鉄バス北九州））
  - 「筑鐵中間站」巴士站 - 巴士站分布在不同位置上。
    - Leganet前
      - 61：塔野口、通谷方向
      - 67：（經塔野口、通谷）岩瀨、中鶴、中間西出口、新手方向
      - 61,67,74,74-1,74-2：彌生 → 大辻 → 香月營業所（日语：西鉄バス北九州・香月自動車営業所）

    - Leganet對面
      - 61：鳥森、JR中間站前、中間和諧堂、通谷方向（循環）
      - 67：新手、中間站西出口、中鶴、岩瀬方向（循環）

    - Leganet北邊
      - 74：犬王 → 泉浦 → 折尾站西出口
      - 74-1,74-2：犬王 → 泉浦(74-1)/宮之谷(74-2) → 則松 → 皇后崎 → 西鐵黑崎巴士中心（日语：西鉄黒崎バスセンター） → 熊手四角

## 相鄰車站
筑豐電氣鐵道
筑豐電氣鐵道線
東中間（CK12）－筑豐中間（CK13）－希望丘高校前（CK14）

## 注腳
1. ↑  鉄道事業｜企業・グループ情報《西鉄について》 （页面存档备份，存于）（日語） 令和元年度 駅別乗降人員
2. ↑   (PDF). 中間市.   [2020-05-28]. （原始内容 (PDF)存档于2021-04-16） （日语）.